# 片岡泰彦
片岡 泰彦（かたおか やすひこ、1937年 - ）は、日本の商学者。博士（商学）（駒澤大学）。大東文化大学教授。日本会計史学会会長。

## 来歴
父は会計学者の片岡義雄元駒澤大学教授。
1979年度文部省在外研究員としてロンドン大学およびアウクスブルク大学に留学。
1980年度に日本会計研究学会賞、1988年度「イタリア簿記史論」で日本会計史学会賞を受賞。
1993年3月まで市立大月短期大学教授、同年4月より大東文化大学経営学部経営学科教授に就任。
1995年博士号（商学、駒澤大学）を取得。
2003年日本会計史学会会長。
2007年「複式簿記発達史論」で日本簿記学会賞を受賞。日本会計史学会理事などを歴任。
著書に『会社財務会計』『会社特殊会計』『簿記要論』『イタリア簿記史論』など。

## 受賞
- 1980年度 日本会計研究学会賞
- 1988年度 日本会計史学会賞（「イタリア簿記史論」）
- 2007年 日本簿記学会賞（「複式簿記発達史論」）